# Anti-Balaka

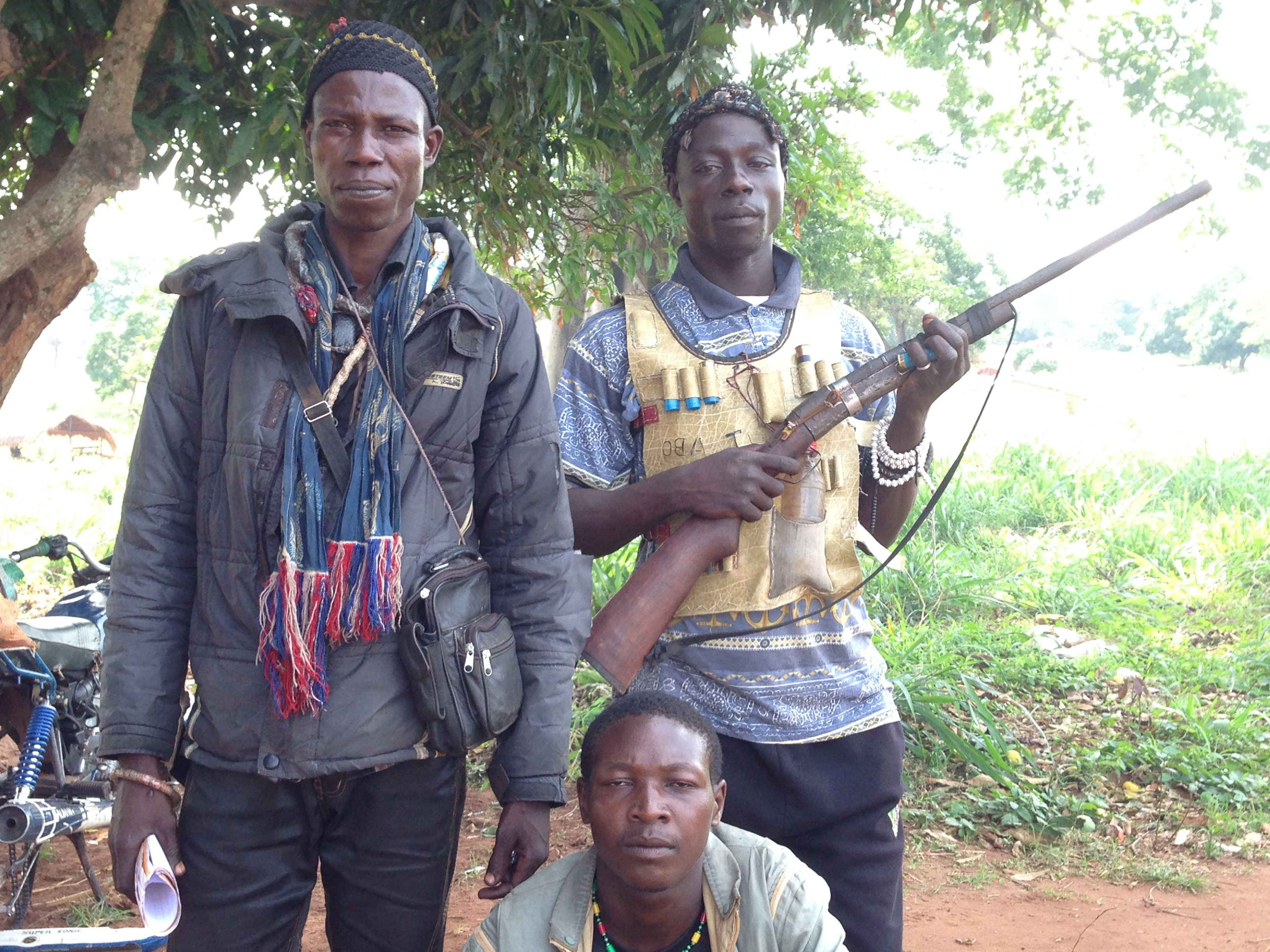
Anti-Balaka-militieleden in Gbaguili, op zo'n 340 kilometer van de hoofdstad Bangui; foto: april 2014.

Anti-Balaka is de verzamelnaam voor een aantal christelijke milities in de Burgeroorlog in de Centraal-Afrikaanse Republiek die in augustus 2013 de wapens opnamen tegen de milities van de islamitische rebellenbeweging Seleka nadat die laatsten in maart 2013 een groot deel van het land hadden veroverd en de regering van president François Bozizé omver hadden geworpen. Het woord balaka betekent "machete" in het Sango, en anti-balaka betekent dus "anti-machete". De Anti-Balaka bestaan vooral uit christelijke aanhangers van Bozizé en lokale milities die werden gevormd als reactie op het geweld van de Seleka, waardoor de burgeroorlog steeds meer de trekken van een godsdienstconflict heeft aangenomen. Net als de Seleka met de christelijke bevolking viseren de Anti-Balaka de moslimbevolking en worden er op grote schaal mensenrechtenschendingen gepleegd. Daarom besloot de VN-Veiligheidsraad in april 2014 om een vredesmacht naar de Centraal-Afrikaanse Republiek te sturen.
De uitvalsbasis van de Anti-Balaka is het district Borab van de hoofdstad Bangui, waar ook de politieke leider en voormalig minister van jeugd Patrice Ngassona en Bozizé vandaan komen.
In september 2021 werd Eugène Ngaïkosset, anti-balakaleider en voormalig lid van de lijfwacht van president François Bozizé, gearresteerd. Eugène Ngaïkosset wordt beschuldigd van talrijke misdaden in de CAR.

## Deelnemende organisaties
- Vereniging van Centraal-Afrikaanse Boeren (ACP)
- Front voor de Terugkeer naar de Grondwettelijke Orde in Centraal-Afrika (FROCCA)